# Hričovské Podhradie
Hričovské Podhradie es un municipio del distrito de Žilina en la región de Žilina, Eslovaquia, con una población estimada a final del año 2024 de 343 habitantes.
Se encuentra ubicado al oeste de la región, cerca del curso alto del río Váh (cuenca hidrográfica del Danubio) y de la frontera con la región de Trenčín.

## Demografía
| Año        | 1994 | 2004    | 2014    | 2024    |
| ---------- | ---- | ------- | ------- | ------- |
| Población  | 349  | 379     | 364     | 343     |
| Diferencia |      | +8,59 % | −3,95 % | −5,76 % |

| Año        | 2023 | 2024 |
| ---------- | ---- | ---- |
| Población  | 343  | 343  |
| Diferencia |      | +0 % |